# Eanred de Northumbria
Eanred fue rey de Northumbria a comienzos del siglo IX.
Muy poco se sabe con certeza acerca de Eanred. La única referencia que se hace por la Crónica anglosajona a los northumbrianos en este período es la afirmación de que en 829 Egberto de Wessex "dirigió un ejército contra los northumbrianos que llego hasta Doré, donde se reunieron con él, y le ofrecieron acuerdos de obediencia y sumisión, tras la aceptación de los cuales regresaron a casa", extendiendo de este modo, al menos temporalmente, la hegemonía de Egbert sobre la Inglaterra anglosajona.
Roger de Wendover afirma que Eanred reinó desde 810 hasta 840; en el siglo XII la Historia de la Iglesia de Durham registra un reinado de 33 años, y una moneda recién descubierta de Eanred ha sido fechado a.c.850, basándose en su estilo. Dada la turbulencia de la historia de Northumbria en este periodo, un reinado de esta longitud sugiere una figura de cierta importancia. Al cabo de una generación de la muerte de Eanred, la monarquía Angla en Northumbria se había derrumbado.

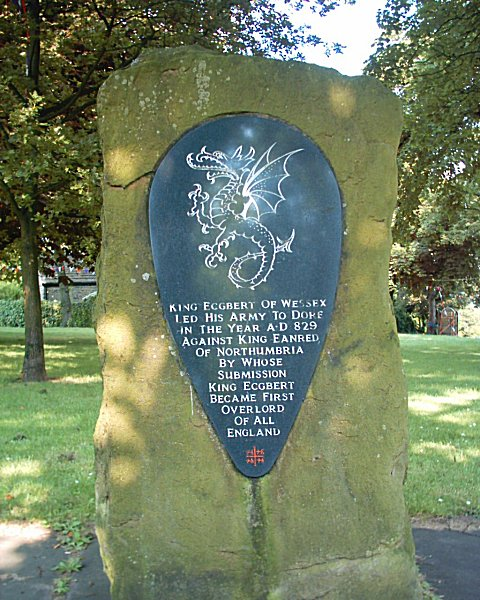
La piedra que conmemora el encuentro entre Eanred y Egbert en Dore

Eanred era hijo del Rey Eardwulf, depuesto por un desconocido Ælfwald en 806. De acuerdo a la Historia de la Iglesia de Durham, Ælfwald gobernó durante dos años antes de ser sucedido por Eanred. Sin embargo, fuentes francas afirman que, después de ser expulsado de Inglaterra, Eardwulf fue recibido por Carlomagno y, a continuación, por el papa, y que sus enviados le escoltaron de regreso a Northumbria y aseguraron su restauración. Por tanto, la naturaleza precisa de la sucesión de Eanred no está clara. Todas las fuentes están de acuerdo en que Eanred, finalmente, fue sucedido por su hijo, Etelredo.

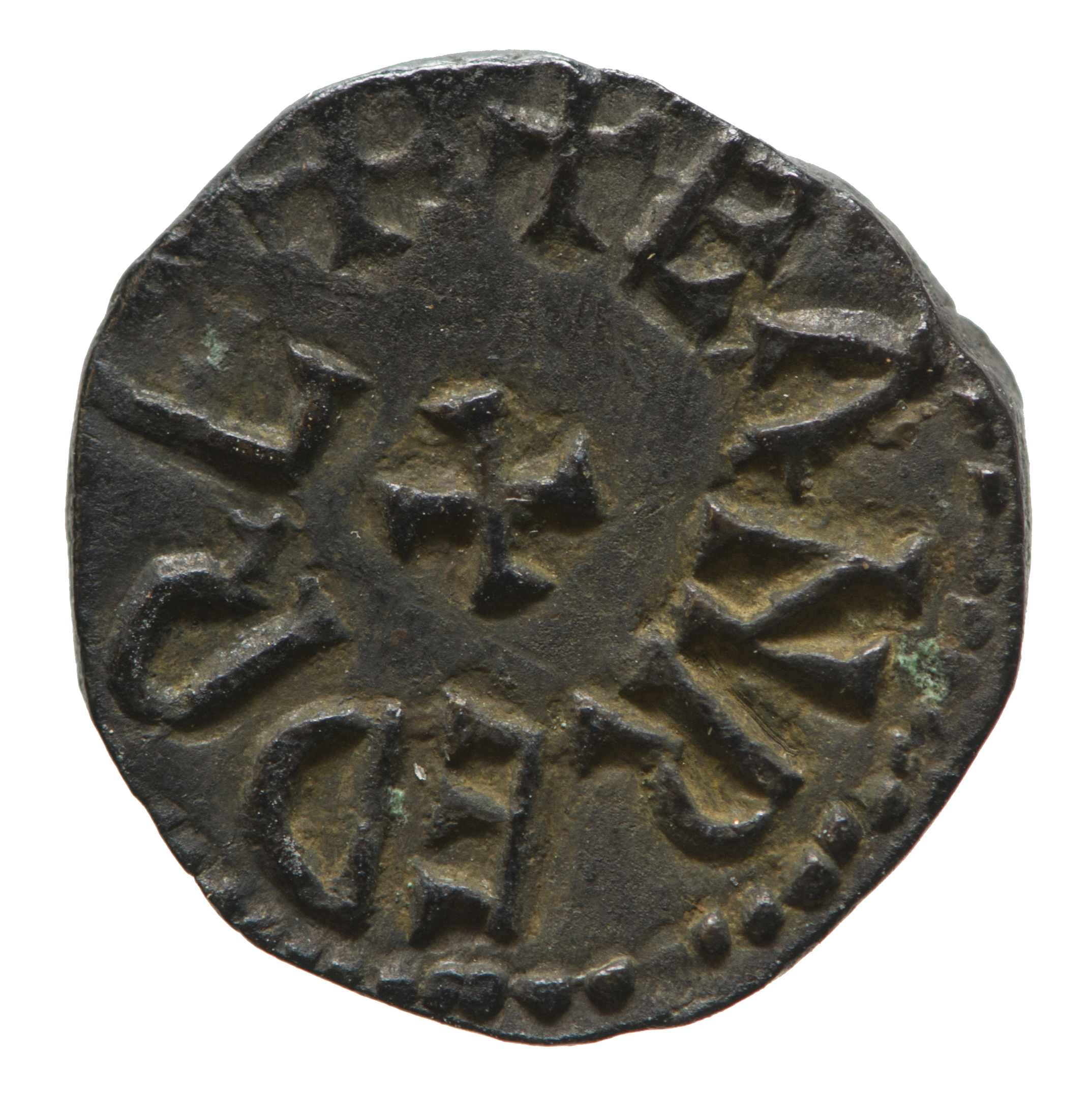
Styca de cobre del Rey Eanred

El reinado de Eanred ve la aparición de la styca, un nuevo estilo de la moneda que sustituye a la anterior sceat. Estos stycas tenían bajo contenido plata, y las monedas posteriores serían efectivamente de latón. Producido en York, gran cantidad de esta moneda ha sobrevivido y el nombre de varios acuñadores aparece en las monedas supervivientes, lo que sugiere que fueron acuñadas en cantidades significativas. Higham estima que cientos de miles de stycas estaban en circulación. La distribución de los hallazgos monetarios sugiere que su uso principal era el comercio exterior y que, aparte del pago de los impuestos, las monedas fueron poco utilizados por la gran mayoría de Northumbrianos en la vida diaria.